# Muizen (Mechelen)
Muizen is een deelgemeente van de stad Mechelen in de Belgische provincie Antwerpen. Sinds 2014 omvat ze het vroegere gelijknamige dorp dat een deelgemeente was geworden (postcode 2812) en de stadwaartse strook met het gehuchtje Hanswijk-de-Bercht inclusief de Dijle ernevens. De stad biedt loketdiensten in het Dorpshuis van Muizen.

## Etymologie
Een eerste etymologische verklaring van de naam Muizen dateert van de 17e eeuw. Ze werd opgesteld door de toenmalige pastoor, Remmerus Valerius. Hij beweerde dat Sint-Lambertus in 640 in de omliggende regio zou gepreekt hebben. In Muizen had hij een tempel gevonden die was toegewijd aan de negen muzen (kunstgodinnen): Kalliope, Clio, Erato, Thaleia, Melpomene, Terpsicore, Euterpe, Polyhymnia en Urania.
Ter verdediging wordt de naam Parnassusberg genoemd. In de Griekse mythologie is de Parnassus de berg waarop God Apollo het koor der muzen voorzit. De Dijleberg die naar de kerk leidt, werd soms de Parnassusberg genoemd wat op verwantschap zou wijzen. De naam Dijleberg duikt echter reeds op in 1315. Dat Sint-Lambertus hier ooit preekte is correct. Hij was de voorloper van Sint-Rumoldus en predikte in Zemst, Battel en Hofstade.
Een meer wetenschappelijke verklaring is dat Muizen afgeleid zou zijn van musena, wat moeras betekent.

## Geschiedenis
In de 9e eeuw werd de kerk van Muizen door de Noormannen verwoest.
De oudste vermelding van Muizen vinden we in de 11e eeuw. Rond 1150 wordt de naam vermeld als Musena. Later komen er andere schrijfwijzen voor zoals Musinis (1267), Musene (1314) en Muysen (1438). Naast Muysen komt eveneens Muysene voor. In 1929 werd de huidige schrijfwijze ingevoerd, bij de aanpassing van de spelling van de gemeentenamen.
Muizen behoorde tot de heerlijkheid Mechelen, een enclave van het Prinsbisdom Luik binnen het Hertogdom Brabant. Het dorp werd vanaf de 18e eeuw doorsneden door infrastructuur, namelijk de steenweg van Mechelen op Leuven (1736), het Kanaal Leuven-Dijle (1750-1752), de spoorlijn Mechelen-Leuven (1837) en het rangeerstation (1880-1882 in Mechelen, 1906-1907 naar Muizen uitgebreid).
Op de Ferrariskaarten (1777) is Muizen te zien als Muysen. Het telde toen amper vijftien huizen. Weliswaar waren er rond de hoofdweg, buiten de kern, nog zo'n 20-tal boerderijen, waaronder enkele grote.
Muizen vormde tot halverwege de 19de eeuw één gemeente met het naburige Hofstade. In het westen grensde Muizen aan Mechelen, maar reikte tot aan de Vismarkt en de IJzerenleen. Er is dus een groot stuk verloren gegaan. In die tijd moet Muizen zowat 3 keer zo uitgestrekt geweest zijn als nu. In 1870 werd Hofstade een afzonderlijke gemeente. In 1906 ontdekte men er de Karolingische muntschat van Muizen.
Muizen bleef een zelfstandige gemeente tot einde 1976 en maakte tot dan toe deel uit van de provincie Brabant. Bij de gemeentelijke herindeling werd het onderdeel van de stad Mechelen en de provincie Antwerpen

## Geografie
Muizen ligt ten zuidoosten van het centrum van Mechelen, langs de Dijle. Het eertijdse dorp behoort tot wat vroeger de Brabantse Kempen genoemd werd.

## Bezienswaardigheden

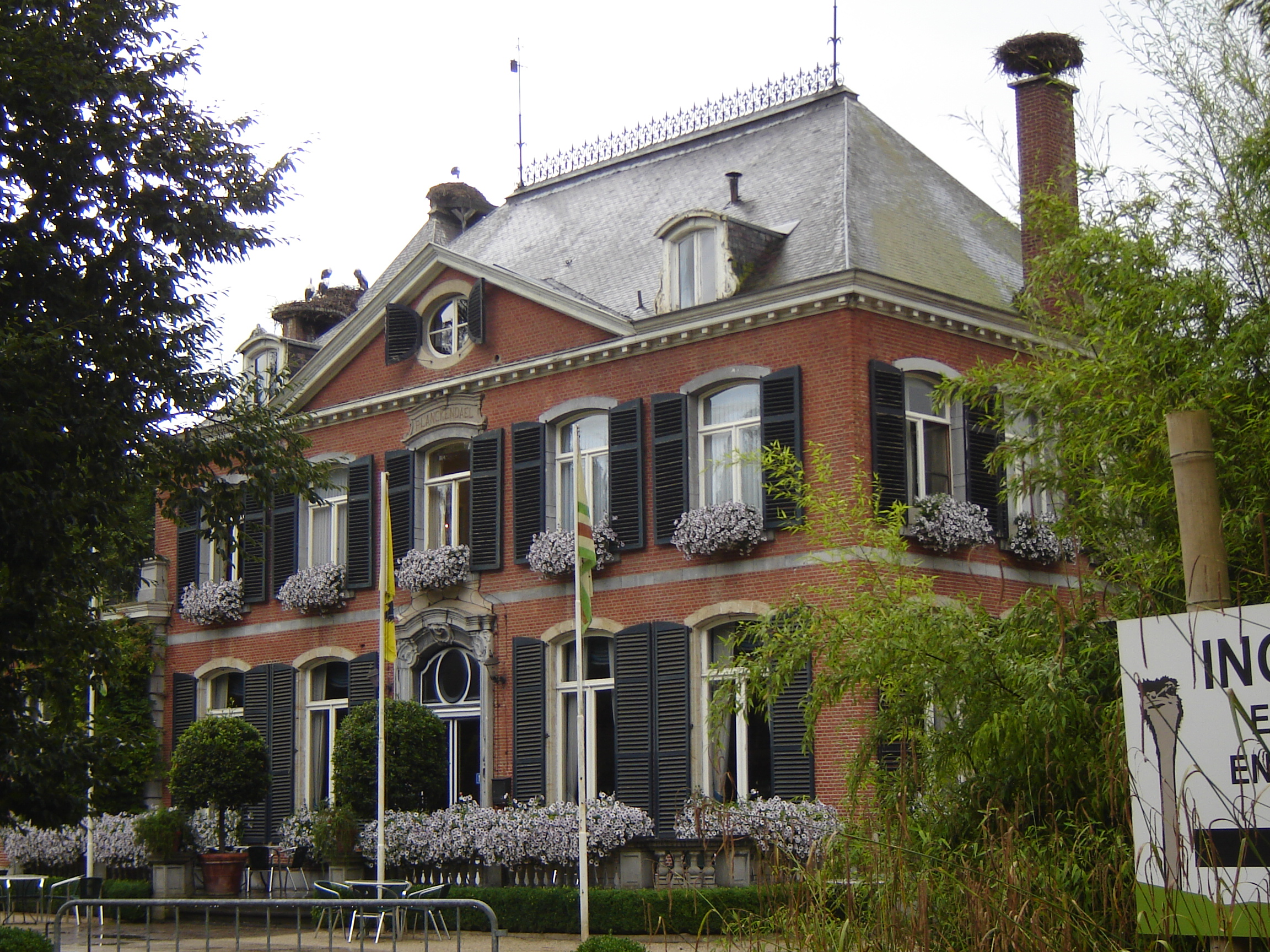
Kasteel Planckendael

- De ZOO Planckendael, een 46 hectare grote dierentuin
- Het Kasteel Planckendael
- De Oude Sint-Lambertuskerk
- De Sint-Lambertuskerk
- De Sint-Albertuskerk
- De Onze-Lieve-Vrouw van de Muizenhoekkapel
- Het Landhuis Muysenhuys

## Natuur en landschap
Muizen ligt aan de Dijle en wordt doorsneden door het Kanaal Leuven-Dijle. In het zuiden vindt men de Barebeek die in noordoostelijke richting naar de Dijle stroomt.
Muizen wordt doorsneden door infrastructuur zoals spoorwegen en de N26.
Natuurgebieden zijn het Mechels Broek, de Barebeekvallei, het Domein Planckendael en het Parkgebied langs de Dijle.

## Demografische ontwikkeling
- Bronnen:NIS, Opm:1806 tot en met 1970=volkstellingen; 1976 = inwoneraantal op 31 december

## Politiek

### Geschiedenis

#### Voormalige burgemeesters
| Tijdspanne | Tijdspanne  | Burgemeester                |
| ---------- | ----------- | --------------------------- |
|            | (1816)      | Joseph Charles Nelis        |
|            | (1854)      | Alexander Eugenius Bosquet  |
|            | (1923)      | Jaak Eduard Horckmans       |
|            | ? - 1938    | Ferdinand De Bruecker       |
|            | 1938 - 1939 | Willem Willems (BWP)        |
|            | 1939 - 1945 | Frans Jozef Van Reydt       |
|            | 1945 - 1958 | Willem Willems (BSP)        |
|            | 1958 - 1964 | Jan Baptist Van Langendonck |
|            | 1964 - 1976 | Albert Ribbens (CVP)        |

## Bekende Muizenaars
Bekende personen die geboren of woonachtig zijn of waren in Muizen:
- Hans Otten, televisiepresentator.
- Sam Gooris, zanger.
- Staf Van Eyken, bijgenaamd 'De Vampier van Muizen'; hij verkrachtte en wurgde tussen oktober 1971 en maart 1972 verschillende vrouwen.

## Nabijgelegen kernen
Mechelen, Hofstade, Bonheiden, Rijmenam, Hever